# Товстодзьобий кардинал
Товстодзьобий кардинал (Caryothraustes) — рід горобцеподібних птахів родини кардиналових (Cardinalidae). Включає 2 види. Представники роду поширені в Центральній і Південній Америці.

## Види
- Кардинал жовточеревий (Caryothraustes canadensis)
- Кардинал сірочеревий (Caryothraustes poliogaster)